# جون ريان (موظف مدني)
جون ريان (بالإنجليزية: John Ryan) هو موظف مدني ودبلوماسي أسترالي، ولد في 13 مارس 1923 في بوندي ‏ في أستراليا، وتوفي في 9 فبراير 1987 في كانبرا في أستراليا بسبب لمفوما.